# 金齐希河 (美因河支流)

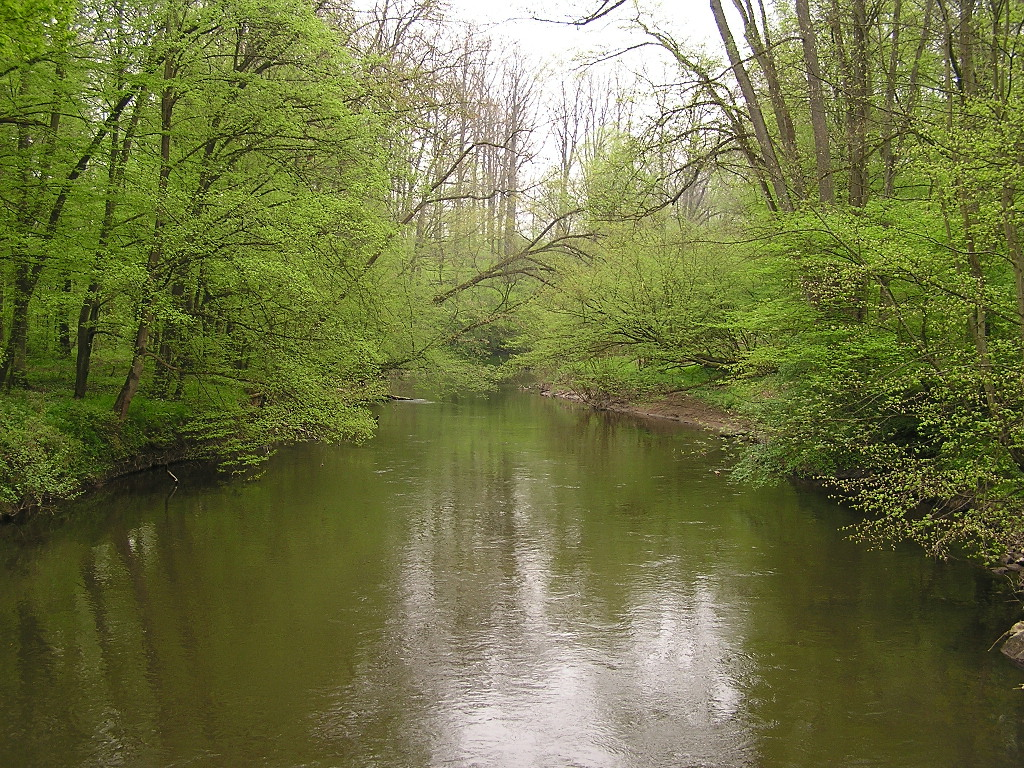

50°7′46″N 8°54′8″E / 50.12944°N 8.90222°E
金齊希河（德語：Kinzig，發音：[ˈkɪntsɪç] ⓘ）是德國的河流，位於黑森州，屬於美因河的右支流，河道全長82公里，發源自施吕希滕附近，流經施特拉瑟地区施泰瑙、巴特索登-萨尔明斯特和盖尔恩豪森，河口處在哈瑙。